# LZ 6

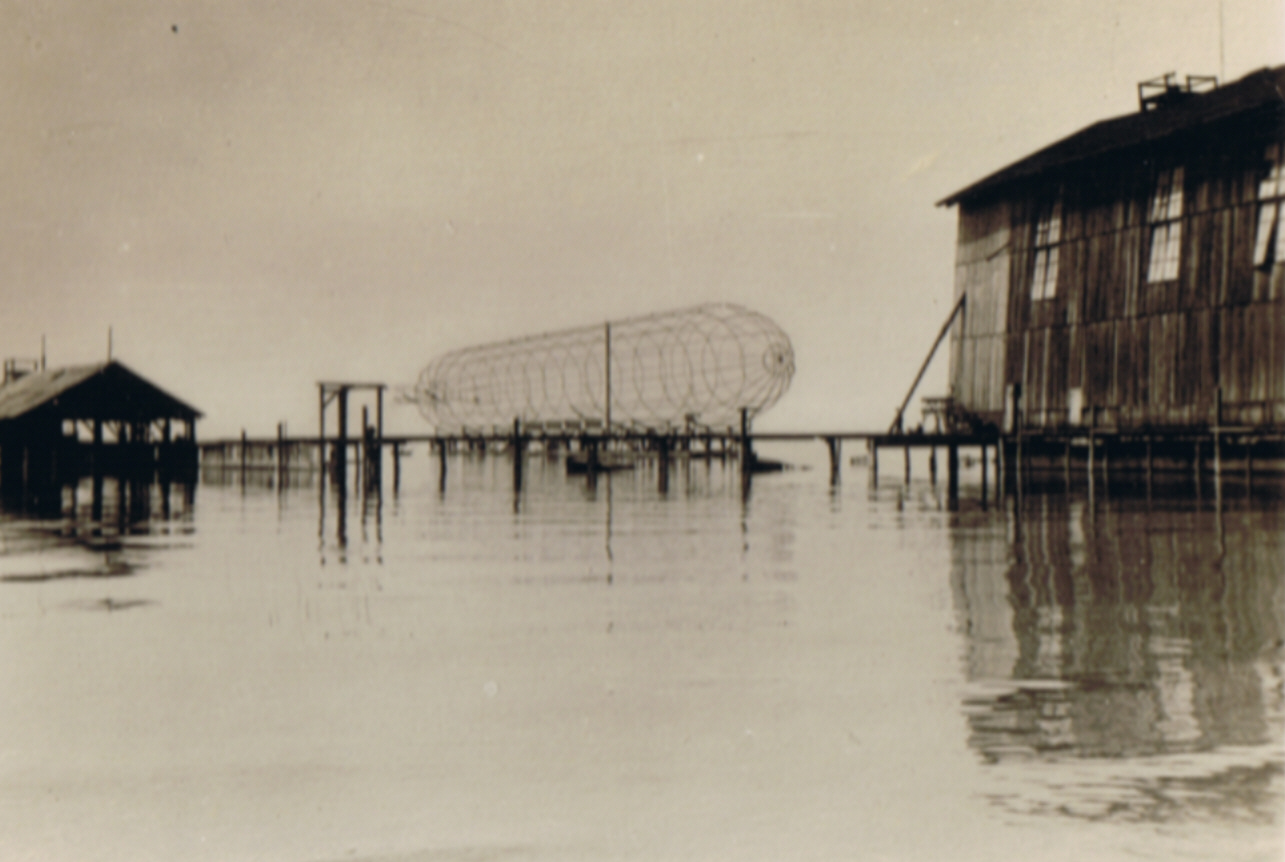
LZ 6 im Bau 1909

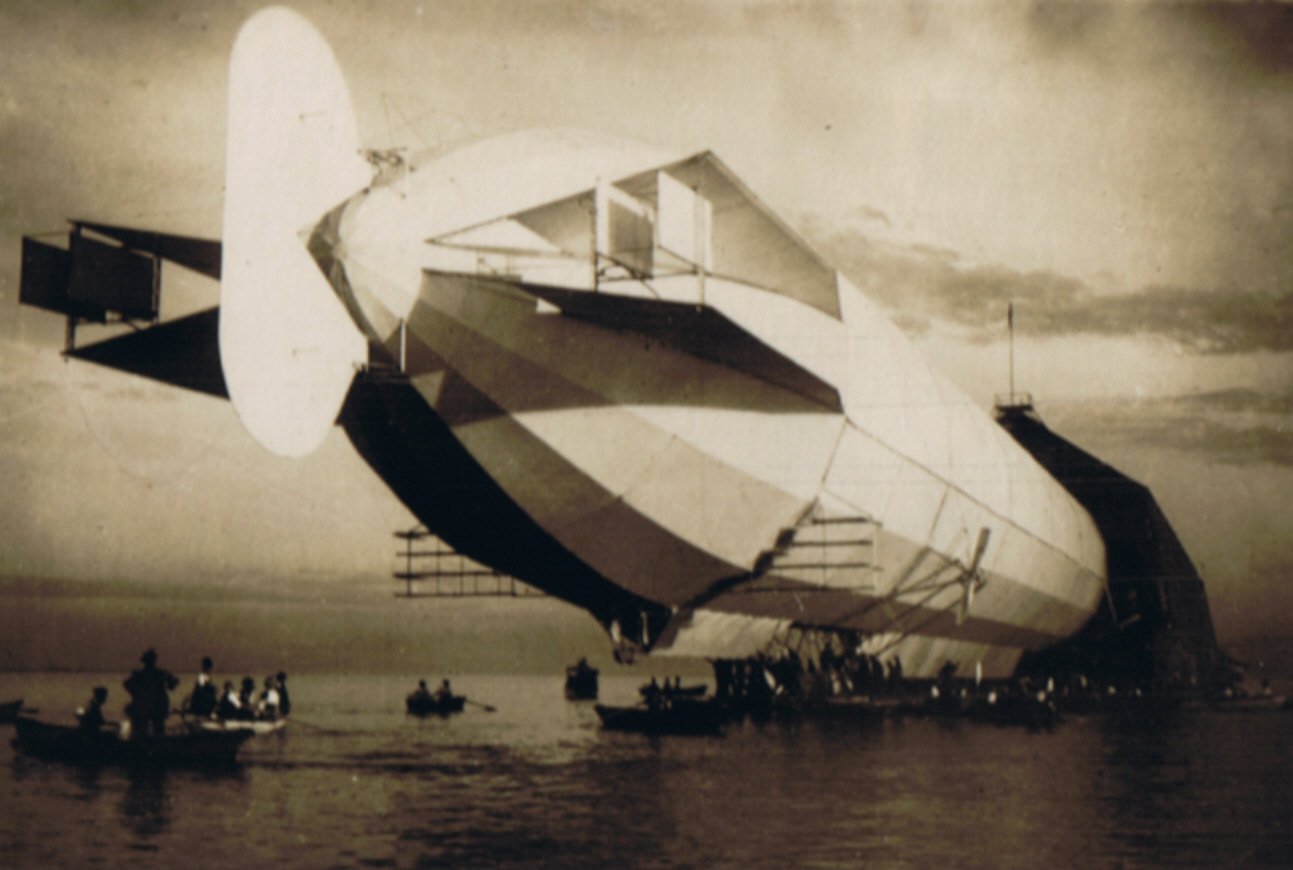
LZ 6 beim Einbringen in die schwimmende Halle der Zeppelin-Werke

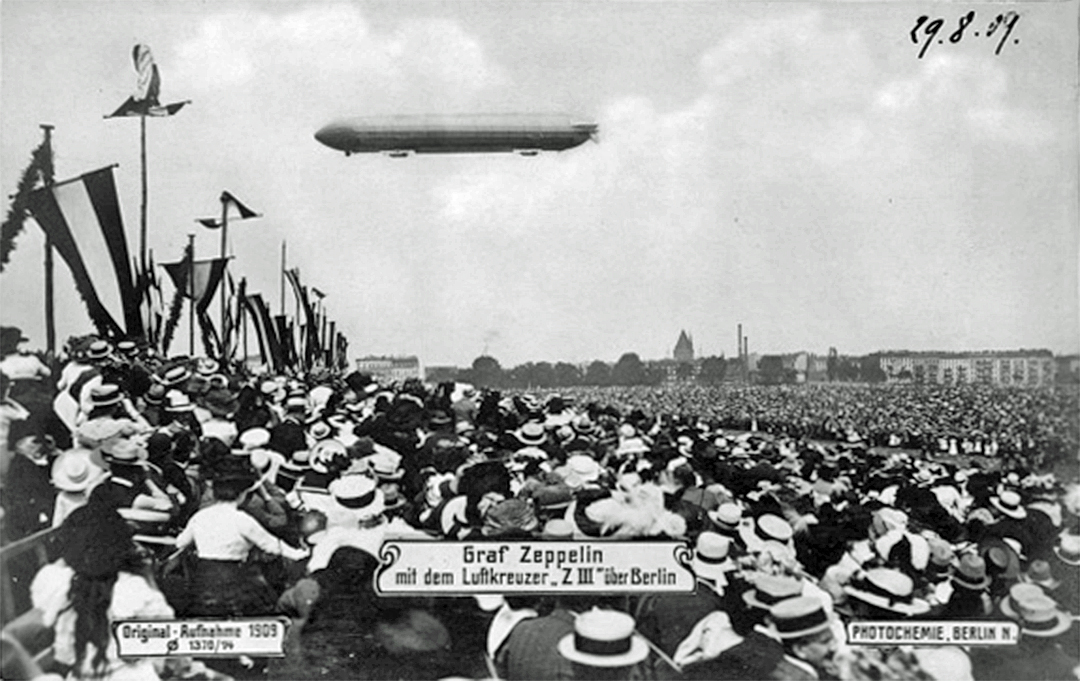
Graf Zeppelin mit dem Luftkreuzer „Z III“ über Berlin

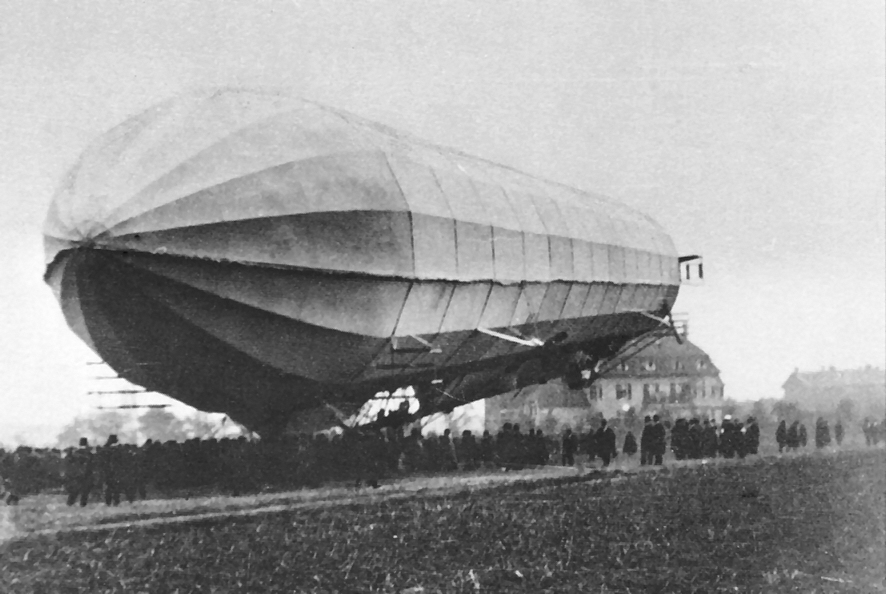
LZ 6 landet am 20. September 1909 in Essen

Der Zeppelin LZ 6 (in zeitgenössischen Texten auch Luftkreuzer Z III genannt) war ein Verkehrsluftschiff der Deutschen Luftschiffahrts-Aktiengesellschaft (DELAG) zu Beginn des 20. Jahrhunderts.

## Geschichte
LZ 6 war eine Weiterentwicklung der bisherigen Zeppeline. Am 25. August 1909 absolvierte das neue Luftschiff seine Erstfahrt. Vom 27. bis 29. August 1909 folgte die Kaiserfahrt des LZ 6 nach Berlin; die erste Fahrt eines Zeppelins nach Berlin. Danach schloss sich ein Besuch bei der Internationalen Luftschiffahrt-Ausstellung in Frankfurt an. Für den Einsatz als Passagierluftschiff wurde LZ 6 seit dem 12. Februar 1910 umgebaut. Es wurde ein dritter Motor von 140 PS eingesetzt und zwischen der vorderen und der hinteren Maschinengondel eine Passagierkabine in der Form eines Eisenbahnwaggons für etwa 20 Passagiere eingehängt. Nach 39 Fahrten wurde LZ 6 an die DELAG für den Betrieb des Passagierluftverkehrs verkauft.
Von der DELAG wurden mit dem Zeppelin Rundfahrten über der Umgebung von Baden-Baden, nach Straßburg und Karlsruhe unternommen. Die DELAG unternahm mit LZ 6 34 Passagier- und Postbeförderungsfahrten.
Von LZ 6 erfolgten die ersten Versuche mit Funk von einem Luftschiff.
Die Kapitäne von LZ 6 waren Hugo Eckener, Ludwig Dürr und Georg Hacker.

## Ende von LZ 6
Durch nachlässiges Verhalten des Bodenpersonals verbrannte das Luftschiff am 14. September 1910 in seiner Halle in Baden-Oos im Schwarzwald. Nach einem Rundflug war LZ 6 zur Reparatur eingehallt worden. Ein Monteur reinigte einen Motor entgegen den Anweisungen mit Waschbenzin und startete diesen anschließend für einen Probelauf. Dabei entzündete sich das Benzin-Luft-Gemisch. Die offene Benzinkanne fing Feuer, so dass bald nicht nur die Gondel, sondern auch die Außenhülle des Luftschiffes brannte. Auch die Gaszellen fingen Feuer, doch als Glück im Unglück fackelte das entweichende Gas erst draußen über der Halle ab. Nach zehn Minuten waren nur noch das Aluminiumgerüst samt Gondeln und einige Tuchfetzen übrig. Zwei Personen wurden leicht verletzt.

## Technische Daten vor dem Umbau
| Kenngröße       | Daten LZ 6                               | Daten LZ 6 (nach Umbau)                                                          |
| --------------- | ---------------------------------------- | -------------------------------------------------------------------------------- |
| Traggasvolumen  | 15.000 m³ Wasserstoff                    | 16.000 m³ Wasserstoff                                                            |
| Länge           | 136 m                                    | 144 m                                                                            |
| Durchmesser     | 13,0 m                                   | 13,0 m                                                                           |
| Nutzlast        | 4,5 t                                    | 4,3 t                                                                            |
| Antrieb         | 2 × Daimler-Motor, je 115 PS (ca. 80 kW) | 2 × Daimler-Motor, je 115 PS (ca. 80 kW), 1 × Maybach-Motor, 140 PS (ca. 100 kW) |
| Geschwindigkeit | 13,5 m/s                                 |                                                                                  |